# C.V.R.
Automobiles C.V.R. war ein französischer Hersteller von Automobilen.

## Unternehmensgeschichte
Das Unternehmen aus Boulogne war das Nachfolgeunternehmen von Automobiles Couverchel aus Neuilly-sur-Seine. 1906 begann die Produktion von Automobilen. Der Markenname lautete CVR. 1907 endete die Produktion.

## Fahrzeuge
Das Unternehmen stellte sechs verschiedene Modelle vom 12/16 CV mit Vierzylindermotor bis zum 40/50 CV mit Sechszylindermotor her. Die Einbaumotoren kamen von Mutel, Peugeot und Tony Huber. Alle Fahrzeuge verfügten über ein Vierganggetriebe und Kardanantrieb.